# 森くれあ
森 くれあ（もり くれあ、2003年3月12日 - ）は日本の子役女優・タレント。東京都出身。元所属はスマイルモンキー。

## 来歴
2008年4月より1年間「たのしい幼稚園」（講談社）の表紙を飾る。他に書籍や雑誌のモデル、CMなどに出演した。
2010年、テレビドラマ「大魔神カノン」、映画「酔いがさめたら、うちに帰ろう。」がそれぞれデビュー作となる。
2013年、スマイルモンキーを脱退。

## 人物
- 趣味は外遊び

## 出演

### バラエティー
- 弟子っちょピカ丸 （2009年、日本テレビ）
- エチカの鏡〜ココロにキクTV〜 （2009年、フジテレビ） - 再現VTR
- 魔女たちの22時 （2010年、日本テレビ） - 再現VTR
- ザ・ベストハウス123 （2009年、フジテレビ） - 再現VTR
- 尾行ズ I LOVE YOU （2011年1月1日、TBS） - ジャガー横田篇 仕掛け人
- 商品降臨 （2011年、テレビ東京） - ナレーション
- 今夜はアリエナイト （2012年、フジテレビ） - レコメンド星子 役、カネ星子 役
- 中居正広の金曜日のスマたちへ （2013年、TBS） - 再現VTR 林真理子 役

### テレビドラマ
- 大魔神カノン （テレビ東京、2010年） - 第8話・巫崎カノン（幼少期） 役[要出典][2]
- 連続ドラマW・幻夜 （WOWOW、2010年） - 第1話・少女 役[要出典][2]
- 連続テレビ小説・おひさま （NHK総合テレビ、2011年 ） - 第32話および34話・筒井友子 役[要出典][2]
- アスコーマーチ〜明日香工業高校物語〜 （テレビ朝日、2011年） - 第5話・劇中劇 太郎の妹 役[要出典][2]
- ゴーストママ捜査線〜僕とママの不思議な100日〜（日本テレビ放送網、2012年） - 加藤くれあ 役[要出典]
- 連続ドラマW・天の方舟 （WOWOW、2012年） - 第1話・黒谷七波（幼少期） 役[要出典][2]
- 二十四の瞳 （テレビ朝日、2013年8月4日） - 西口ミサ子（1年生） 役[要出典][2]

### 映画
- 酔いがさめたら、うちに帰ろう。 （2010年12月4日、ビターズ・エン） - 園田かおる 役[3]
- ウルトラマンサーガ （2012年3月24日、松竹） - クー 役[3]
- BUNGO〜ささやかな欲望〜「幸福の彼方」（2012年9月29日、角川映画）  - 絹子（幼少期） 役[要出典]
- 不安の種 （2013年7月20日、是空） - 陽子（幼少期） 役[要出典][3]

### CM
- 大塚製薬「オロナミンC」（2009年）
- マクドナルド「ハッピーセット 太鼓の達人」（2010年）
- MIDIA「炊飯ジャー」（2010年）
- トーホー（2010年）
  - 「お絵かき育脳教室」
  - 「アンパンマンコロコロ大サーカスショー」
  - 「アンパンマンくねくねロード」
  - 「アンパンマンたいそうサウンドベルト」
- ハウス食品・完熟トマトのハヤシライスソース
- TOYOTA 積荷ダイエット for JAPAN編 11
- ジョイパレット（2010年）
  - 「たのしいお料理ショー」
  - 「かぞくで！育脳マットDX」
- セガトイズ「Zoobles!（ズーブルズ） わくわくパーティー11」
- 東海漬物
  - 「きゅうりのキューちゃん 日本の底ヂカラ篇」 （2012年）
  - 「きゅうりのキューちゃん キッチンパパ篇」 （2013年）
- 小学館「ドラえもん ふしぎのサイエンス」 （2012年）
- 日本生命「トータルパートナー Face to Face」（2012年）

### WEB
- ニベア花王「アトリックス-笑顔の手-」 （2011年） [要出典]

## モデル写真等
- ポプラ社「ひろみちお兄さんの親子体操百科―からだの根っこを育てよう!」（2008年）モデル
- 講談社「たのしい幼稚園」（2008年）表紙モデル
- アスペクト「手ぬぐいで作る子供服」 （2010年）
- セコム「セコムホームセキュリティ」新聞広告 （2011年）
- 西友「バスプラ」（2013年）